# Ingeborg Gude

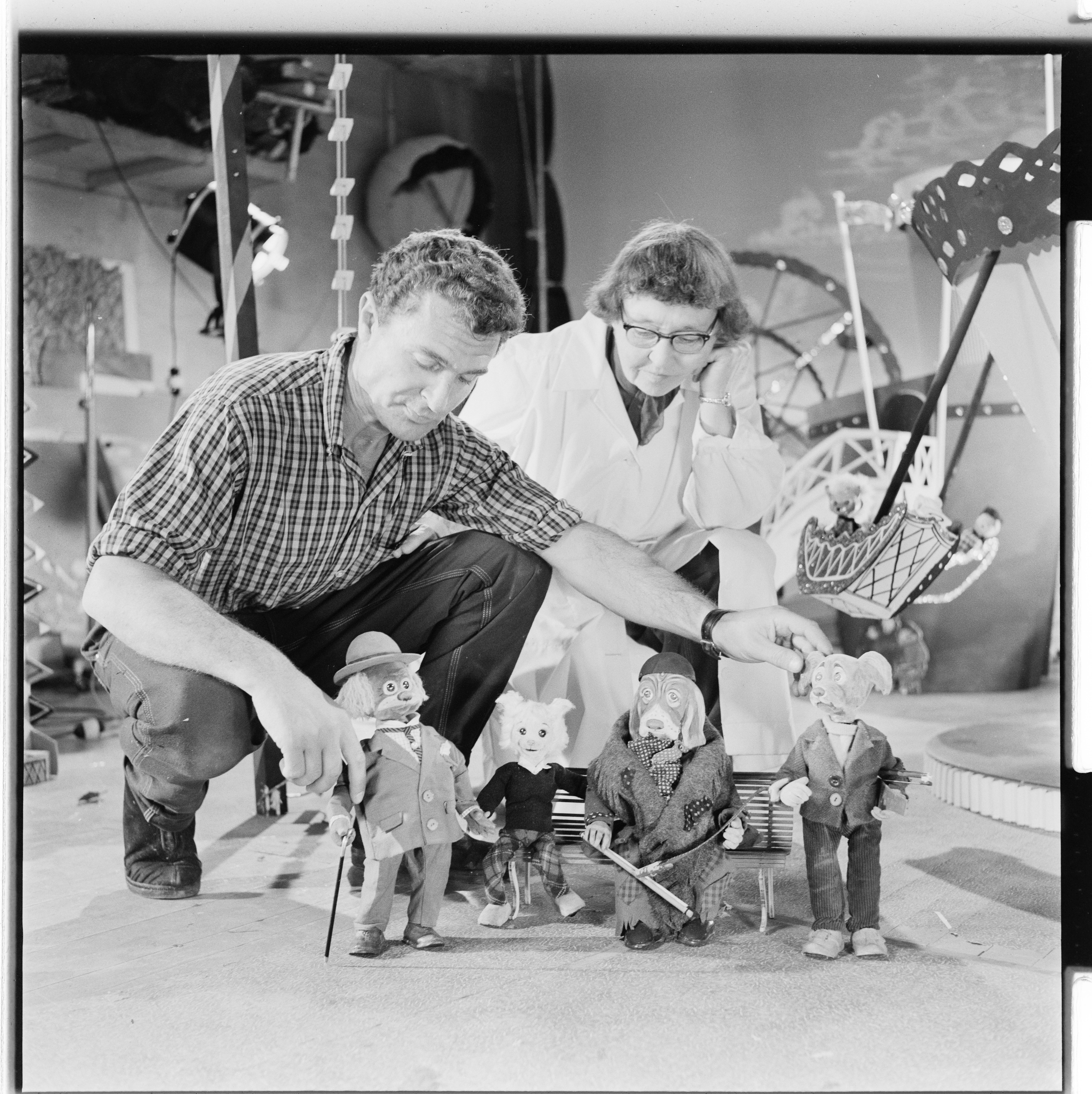
Ingeborg Gude mit ihrem Sohn Ivo Caprino und Puppen für einen Werbefilm (1954)

Ingeborg „Ingse“ Gude (* 31. August 1890 in Oybin, Deutsches Reich; † 9. Dezember 1963 auf Snarøya, Norwegen) war eine norwegische Künstlerin, Puppenmacherin und Autorin.

## Familie
Ingeborg Gudes Eltern waren der Diplomat Ove Gude (1853–1910) und Luise „Lilly“ Egeberg (1856–1900). Ingeborg hatte drei Geschwister, die älteren Brüder Hans Carsten Anker (1880–1886) und Ove Egeberg (1885–1966) und die jüngere Schwester „Simba“ Sigrid (1892–1988). Nach dem Tod der Mutter heiratete ihr Vater Elna de Stjernholm  (1870–1954). Er war Sohn des Malers Hans Fredrik Gude (1825–1903) und Bruder des Malers Nils Gude (1859–1908). Die Familie Gude stammte aus Rendsburg.
Ingeborg Gude wuchs in London, Madrid, Kopenhagen, Berlin und Washington, D.C. auf. Nach dem Tod des Vaters zog sie mit ihrer Stiefmutter und Schwester nach Rom. Dort heiratete sie 1912 den Künstler und Möbelschreiner Mario Caprino (1881–1959). Sein Vater war Richter am Obersten Gerichtshof in Italien. Nach dem Ersten Weltkrieg zogen sie nach Christiania (Oslo), wo Mario Caprino bald italienischer Konsul wurde. Dort kam ihr Sohn, der Filmproduzent Ivo Caprino (1920–2001) zur Welt. Die Familie lebte seit 1921 im Gutshof Snarøen Hovedgård auf der Insel Snarøya. Im Jahr 1923 wurde es durch einen Brand zerstört, aber sie bauten das Gebäude wieder auf. Gude ließ sich um 1927 von Caprino scheiden und heiratete den Maler Bernhard Folkestad (1879–1933). Nach seinem Tod lebte sie bei dem Maler und Kunstkritiker Pola Gauguin (1883–1961) und auch lange Zeit mit ihrer Schwester und dem Schwager zusammen.

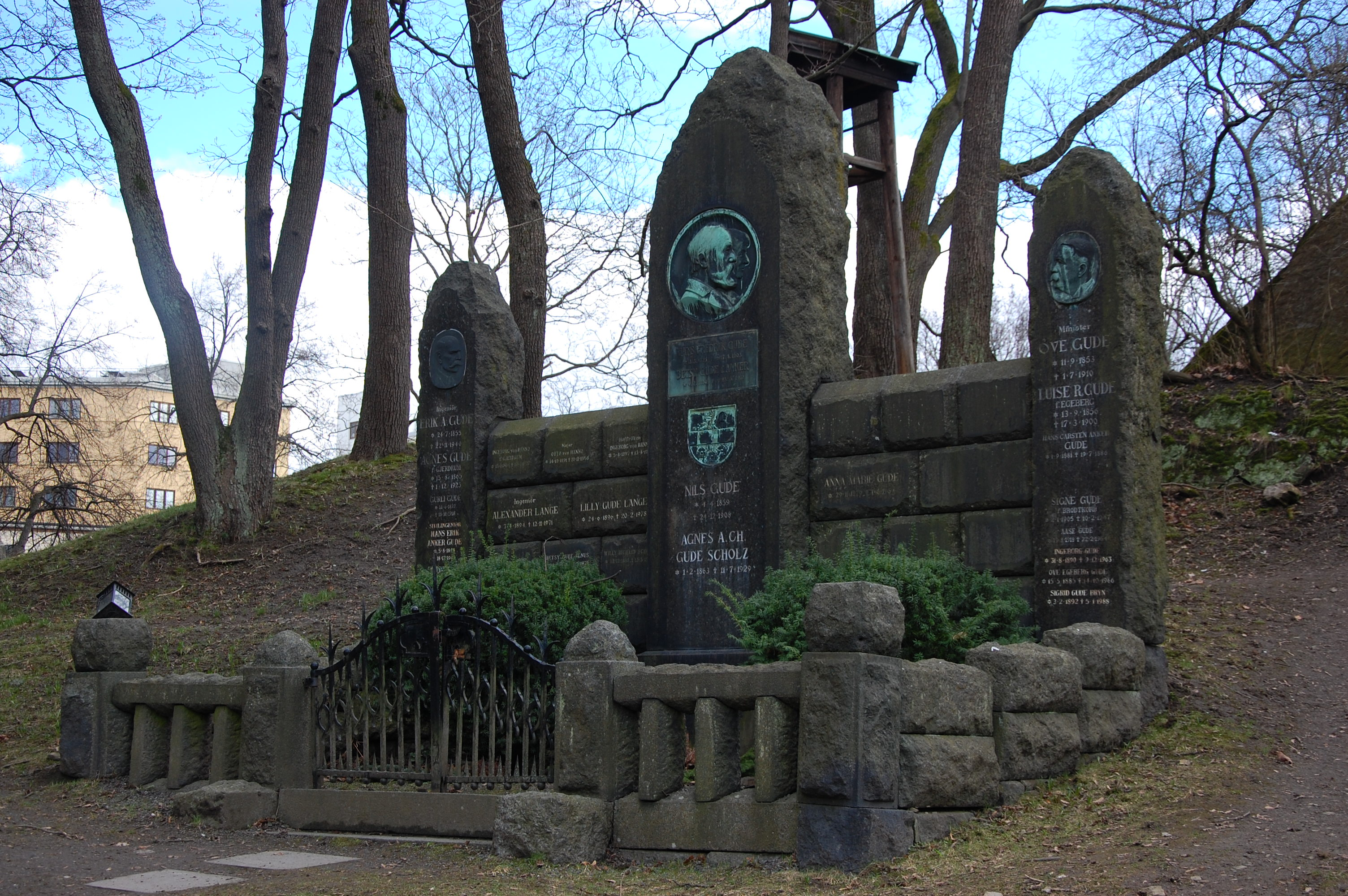
Familiengrab von Hans Fredrik Gude und seinen Nachkommen

Ingeborg Gude starb am 9. Dezember 1963 auf Snarøya. Sie wurde im Familiengrab ihres Großvaters im Ehrenhain von Vår Frelsers Gravlund beigesetzt.

## Wirken
Ingeborg Gude gab 1925 ihr Debüt als Filmschauspielerin in Himmeluret (Die Himmelsuhr). Sie spielte die „Conchita“, Regie führten Amund Rydland und Leif Sinding. Nach ihrer zweiten Heirat begann sie zu malen. Bis 1947 lieferte sie Illustrationen für das Dagbladet. Im Jahr 1941 wurde Gudes erstes Buch veröffentlicht. Nach einem Kinderbuch veröffentlichte sie Zeichnungen und Karikaturen aus der Besatzungszeit des Zweiten Weltkriegs. Im Jahr 1944 war Gude die erste Frau die an den Treffen der Visens Venner (Freunde des Liedguts) teilnahm. Sie schrieb mehrere Lieder mit Inhalten gegen die Nazis.

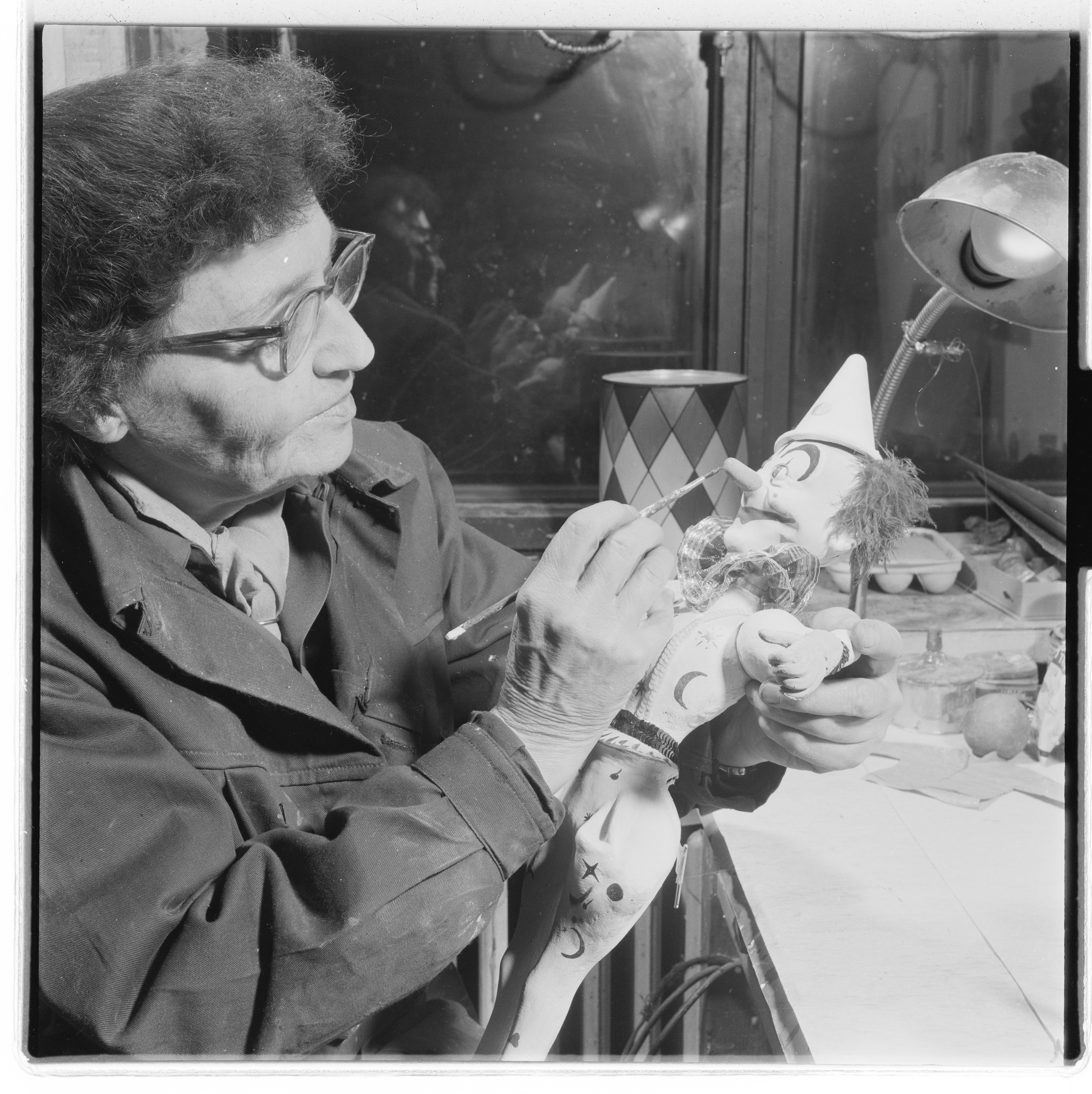
Ingeborg Gude bemalt einen Clown (1954)

Gude fertigte einige Puppen für eine Produktion von Frithjof Tidemand-Johannessen (1916–1958) an. Überzählige Puppen verwandte ihr Sohn Ivo Inspiration für seinen ersten Animationsfilm, Tim und Tøffe (1948). Er richtete im Gutshaus ein Filmstudio ein. Gude arbeitete in Vollzeit an neuen Puppen, die oft „üppige“ Proportionen hatten. Für die Gesichtshaut dienten ihr Kondome. Ivo Caprino nahm mit seinen Puppen- und Abenteuerfilmen eine Sonderstellung im norwegischen Kulturleben ein. Sein Film Veslefrikk med fela (Kleiner Frikk mit Geige) wurde 1952 auf den Filmfestspielen von Venedig als bester Kinderfilm ausgezeichnet. Die Auftragsproduktion Den standhaftige tinnsoldat (Der standhafte Zinnsoldat) im Andersen-Jubiläumsjahr 1954 erhielt mehrere internationale Preise. Der „Klassiker“ Karius og Baktus (Karius und Baktus) wurde in der deutschen Fassung von Werner Lieven und Hans Clarin synchronisiert. Daneben wurden Werbefilme hergestellt. Gude war bis zu ihrem Tod 1963 an allen Filmen ihres Sohnes beteiligt. Bei ihrem letzten Film übernahm sie die Kamera, die Sprechrolle hatte Liv Strømsted. Danach übernahm ihre Enkelin Ivonne Caprino (* 1954) die Anfertigung der Puppen. Bjarne Sandemose (1924–2013), der Schwiegersohn ihrer Schwester, wurde einer der wichtigsten Mitarbeiter von Ivo Caprino.

## Filmografie
- 1925: Himmeluret (Die Himmelsuhr) – Schauspielerin
- 1948: Tim og Tøffe (Tim und Tøffe)
- 1951: Musikk på loftet (Musik auf dem Dachboden)
- 1951: En dukkedrøm (Ein Puppentraum)
- 1952: Veslefrikk med fela (Kleiner Frikk mit Geige)
- 1954: Den standhaftige tinnsoldat (Der standhafte Zinnsoldat)
- 1954: Karius og Baktus (Karius und Baktus)
- 1955: Klatremus i knipe (Klettermaus in Not)
- 1959: Ugler i mosen (Eulen im Moos)
- 1961: Askeladden og de gode hjelperne (Askeladden und die guten Helfer)
- 1962: Reveenka (Frau Reineke)
- 1963: Papirdragen (Papierdrachen) – Kamerafrau, assistiert von Ingeborg Riiser

## Bibliografie
- 1941: Gamle norske ordtak. (Altnorwegische Sprüche)
- 1942: Dyra tenker sitt. (Bilderbuch mit Reimen und Zeichnungen)
- 1945: Glimt i mørke. (Einblicke in die Dunkelheit; Zeichnungen und Karikaturen aus dem Jahr 1944)